# Wójtowo (powiat lidzbarski)
Wójtowo – wieś w Polsce położona w województwie warmińsko-mazurskim, w powiecie lidzbarskim, w gminie Lubomino, sołectwo Biała Wola.
W latach 1975–1998 miejscowość należała administracyjnie do województwa olsztyńskiego.
Wieś znajduje się w historycznym regionie Warmia.